# Orsières
Orsières (toponimo francese) è un comune svizzero di 3 220 abitanti del Canton Vallese, nel distretto di Entremont.

## Geografia fisica
Il comune si trova alla confluenza della Val Ferret e la Val d'Entremont.

## Storia
Da Orsières, in epoca romana, passava la via delle Gallie, strada romana consolare fatta costruire da Augusto per collegare la Pianura Padana con la Gallia. Orsières è citato nel resoconto dell'itinerario di Sigerico e rappresentava la L tappa (submansio); Sigerico di Canterbury la definì Ursiores.

## Monumenti e luoghi d'interesse
- Chiesa cattolica di San Nicola (già di San Pantaleone), attestata dal 1150 e ricostruita nel XV secolo e nel 1890-1900[1].

## Società

### Evoluzione demografica
L'evoluzione demografica è riportata nella seguente tabella:
Abitanti censiti

## Infrastrutture e trasporti
Orsières è servito dall'omonima stazione, capolinea della ferrovia per Martigny.

## Amministrazione
Ogni famiglia originaria del luogo fa parte del cosiddetto comune patriziale e ha la responsabilità della manutenzione di ogni bene ricadente all'interno dei confini del comune.